# Displasia fronto-metafisaria
Per displasia fronto-metafisiaria in campo medico, si intende una forma di malattia che compare nell'individuo in età infantile, come tutte le formi di displasie si caratterizza per l'interessamento delle ossa che appaiono deformate.

## Sintomatologia
Fra i sintomi e i segni clinici si ritrovano deformità ossee (soprattutto alla mandibola) presentano ipoplasia, anche i denti sono interessati. Crescendo si sviluppa sordità.

## Esami
- Radiografia, che evidenzia le diverse anomalie ossee.

## Terapia
Il trattamento chirurgico serve a curare anomalie gravi.